# Mereth Aderthad
I J.R.R. Tolkiens berättelser om Midgård var Mereth Aderthad den stora festmåltiden som hölls på högkonung Fingolfins begäran i det tjugonde året efter Solens uppgång. 
Festen hölls vid Ivrins dammar, under Skuggbergen i norra Beleriand. Meningen med festen var att ena alla alver under en fana och ambassadörer kom från alla Beleriand riken. Alver från det splittrade noldor kom liksom sindar från Doriath och Falas samt Laiquendi från Ossiriand.  
Festen blev en stor succé och alverna enade sig där mot deras gemensamma fiende i norr. Under några få år efter Mereth Aderthad var det fred och lycka i Beleriand innan Beleriandkrigen drog igång.